# Charles Brenton Huggins
Charles Brenton Huggins (Halifax, 1901. szeptember 22. – Chicago, Illinois, 1997. január 12.) kanadai–amerikai orvos, urológus. 1966-ban Peyton Rous-val megosztva elnyerte az orvostudományi Nobel-díjat a prosztatarák hormonkezelésének felfedezéséért.

## Pályafutása
Charles Brenton Huggins 1901. szeptember 22-én született a Új-Skóciai Halifaxban, Charles Edward Huggins gyógyszerész és felesége, Bessie Marie Spencer legidősebb fiaként. Szülővárosában végezte iskoláit, majd az Acadia Egyetemen szerzett 1920-ban B.A. oklevelet. Tanulmányait az Egyesült Államokban, a Harvard Egyetem orvosi szakán folytatta és 1924-ben megkapta az orvosdoktori fokozatot. Kórházi gyakorlatát a Michigani Egyetem kórházában végezte, majd 1926-tól az egyetem sebészeti tanársegédje lett. A következő évben átment a Chicagói Egyetemre.
1933-ban megkapta az amerikai állampolgárságot és 1936-ban pedig kinevezték a sebészet professzorának. 1946-ban egy rövid ideig a Johns Hopkins Egyetemen dolgozott az urológiai osztály vezetőjeként. 1951 és 1969 között a Chicagói Egyetem rákutató laboratóriumát vezette, majd lemondása után folytatta kutatásit. 1972-ben visszatért Kanadába és az Acadia Egyetem kancellárja lett. Posztjáról 1979-ben mondott le és visszatért Chicagóba. 

## Munkássága
Huggins a kezdetektől fogva az urológiára specializálódott, a rákos megbetegedésekre pedig a Nobel-díjas Otto Warburggal való találkozása után fordult a figyelme. A 30-as évek elején a hormonok és gyógyszerek prosztatára gyakorolt hatásával kezdett foglalkozni. 1939-ben munkatársaival kidolgozott egy sebészeti eljárást amivel kutyákban izolálni tudta a prosztatamirigyet a húgycsőtől, így tanulmányozni tudta a mirigy termelte anyagokat. A vizsgálatokat gyakran meghiúsította a kutyákban kialakuló prosztatarák, ezért Huggins ennek kialakulásával kezdett foglalkozni.
Huggins felfedezte, hogy a rákos prosztata váladékának magas a tesztoszteron-tartalma. Amikor a tesztoszteron-termelést csökkentette (a herék eltávolításával vagy ösztrogénterápiával), ezzel meggátolta a tumor metasztázis-képző képességét, vagyis az nem terjedt tovább a szervezetben. Kidolgozott egy tesztet is, amivel a vérben mérni tudta a foszfatáz-szintet, amely metasztázisok fellépése esetén megemelkedik; így viszonylag egyszerűen meg tudta állapítani a betegség súlyosságát és a terápia eredményességét.
Kimutatta, hogy egyes esetekben a herék eltávolítása után azok tesztoszteron-termelését a mellékvesék teljes egészében képesek átvenni. 1944-ben kezdte kísérleteit a mellékvese eltávolításával és 1953-as közleménye szerint a mellékvese-ektómia és kortizonterápia kombinációja a prosztata- és mellrákos betegek felénél állapotuk javulásához vezetett. Más típusú tumoroknál nem tapasztalt hasonló hatást.
Az 50-es években visszatért laboratóriumi kísérleteihez és kifejlesztett egy mellrák elleni terápiát, amely mindkét petefészek és mellékvese eltávolításával járt. A kortizonpótlással együtt ez a kezelés a mellrák előrehaladott stádiumában levő betegek 30-40%-nál járt eredménnyel.
1956-ban kidolgozott az emlőtumorok tanulmányozására kidolgozott egy állatmodellt, melyben patkányok bizonyos fajtáinál 7,12-dimetilbenz(a)antracén (DMBA)-kezeléssel gyors tumorképződést tudott elérni. Ezek a daganatok is jól reagáltak a hormonkezelésre.
Mikor az 1960-as években elkezdték forgalmazni az első hormontartalmú fogamzásgátló gyógyszereket, felmerült hogy ezek szedése megnövelheti a mell- és egyéb tumorok kockázatát. Huggins, akinek ekkor már 30 éves tapasztalata volt a hormonok és a rák kapcsolatában a statisztikai adatok elemzésével megállapította, hogy ilyen veszély nem áll fenn. 

## Elismerései
Charles B. Huggins munkásságáért 1966-ban orvostudományi Nobel-díjban részesült. A díjat Peyton Rous-val osztotta meg, aki 55 évvel korábban bebizonyította, hogy egyes vírusok is okozhatnak tumoros elváltozást. Huggins 1963-ban megkapta az orvosi alapkutatásért járó rangos Albert Lasker-díjat is. 1943-ban ő volt az első kitüntetettje az Amerikai Tudományos Akadémia Charles L. Mayer-díjának. Kitüntették a Német Szövetségi Köztársasági Érdemrenddel és a Peru Napja-renddel is.

## Családja
Huggins 1927-ben vette feleségül Margaret Wellman kórházi nővért. Egy fiuk (Charles Edward Huggins) és egy lányuk Emily Wellman (Huggins) született.
Charles B. Huggins 1997. január 12-én halt meg chicagói otthonában, 95 évesen. 